# جلیکا کولیبالی
جلیکا کولیبالی (انگلیسی: Djelika Coulibaly؛ زادهٔ ۲۲ فوریهٔ ۱۹۸۴) بازیکن فوتبال اهل ساحل عاج است.

وی همچنین در تیم ملی فوتبال زنان ساحل عاج بازی کرده‌است.